# Mariana Libertad Suárez
Mariana Libertad Suárez (Caracas, 2 de diciembre de 1974) es una profesora universitaria, escritora, ensayista, narradora e investigadora venezolana, a lo largo de su carrera,  Mariana se ha dedicado a cartografiar la escritura de mujeres latinoamericanas que publicaron sus obras durante las últimas décadas del siglo XIX y la primera mitad del XX y que, gracias a los distintos mecanismos que operan en la construcción del canon, habían sido olvidadas por los estudios literarios.
Suárez, trabajó en la Universidad Simón Bolívar durante catorce años donde se desempeñó como profesora de la Maestría en Literatura latinoamericana y el Doctorado en Letras; fue coordinadora de Ciencias Sociales y Humanidades en el Decanato de Investigación y Desarrollo; también ocupó el cargo de coordinadora de publicaciones y coordinadora del comité de creación del postgrado en Fundamentos de los Estudios de Género.

## Reseña biográfica
Mariana Libertad Suárez tiene una trayectoria académica de más de dos décadas, durante las cuales se ha dedicado a investigar sobre el pensamiento feminista latinoamericano y la literatura escrita por mujeres. Con sus primeras investigaciones obtuvo el diploma en Estudios postdoctorales en FACES de la Universidad Central de Venezuela (2005), además del Doctorado en Filología hispánica (2002) y el Doctorado en Ciencias de la Información (2012) por la Universidad Complutense de Madrid. A lo largo del siglo XXI, han aparecido numerosos artículos de su autoría en periódicos y revistas académicas de México, Argentina, Colombia, Puerto Rico, España, Italia, Cuba, Chile, Ecuador y Venezuela.
Desde el año 2002 ha dictado distintos seminarios sobre la obra de mujeres escritoras en la Maestría en literatura latinoamericana y el Doctorado en Letras de la Universidad Simón Bolívar (Venezuela). Además, varios de sus libros han sido reconocidos con premios nacionales e internacionales como el Premio para Autores Inéditos de la editorial Monte Ávila en el género ensayo; el Premio Internacional de Ensayo Mariano Picón Salas; el Premio Literario Casa de las Américas, categoría Estudios de la mujer, y también ha recibido algunas menciones en concursos como el Certamen Internacional de Literatura Sor Juana Inés de la Cruz, del Estado de México, y la Bienal de ensayo Copé, convocada por Petroperú.
Desde el año 2014 reside en Lima y trabaja como profesora en el Departamento de Humanidades de la Pontificia Universidad Católica del Perú. Adicionalmente, ha participado en diversas ferias como La Feria Alternativa del libro en Lima ANTIFIL que presentó en el 2019 su cuarta edición; en el I Festival Internacional de Poesía de Galápagos celebrada del 11 al 13 de junio de 2020, realizada en línea.

## Obras académicas
- Éramos muchas. Mujeres que narraron la Revolución mexicana (1936-1947). Secretaría de Cultura del Gobierno del Estado de México. Toluca, 2019.[18]

- El retrato del polvo: (contra)memorias venezolanas y subjetividad femenina (1955- 1959).  Editorial Equinoccio. Universidad Simón Bolívar. Caracas, 2019.[2]

- Emancipadas. Feminismo e hispanismo frente a la Guerra de Independencia suramericana (Briceño, Puga y Sotomayor). Centro de estudios latinoamericanos Rómulo Gallegos. Caracas, 2017.[19]

- Una voz y mil murmullos: peruanidades y arraigos en la narrativa de María Rosa Macedo. Centro de Estudios Literarios Antonio Cornejo Polar. Lima, 2015.[20][21]

- La loca inconfirmable: apropiaciones feministas de Manuela Sáenz. Casa de las Américas. La Habana, 2014.[22]

- Déjame que (me) cuente: intelectuales limeñas en el Perú de los cuarenta. Arcibel editores. Sevilla, 2012.[23]

- Una ficción apretada en el pecho: memoria y contramemoria en Anastasia (1955), de Lina Giménez. Monte Ávila Editores Latinoamericana. Caracas, 2011.[24]

- Sin cadenas, ni misterios: representaciones y autorrepresentaciones de la intelectual venezolana (1936- 1948). Centro de Estudios Latinoamericanos Rómulo Gallegos. Caracas, 2009.[25][26]

- Criaturas que no pueden ser: narradoras venezolanas en el post-gomecismo. Monte Ávila editores latinoamericana. Caracas, 2005 (reeditado en 2009).[27][28]

## Creación literaria
- Deambulando hacia la lumbre (Novela 2010)[29]
- Ni Magdalena ni Clemencia Isaura (Cuentos 2014)[30]
- Ciruelas y chorizos (Cuentos 2015)[31]
- Oscura Bisagra (Poesía 2017)[32]
- Uno nueve siete cuatro (Cuentos 2019)[33]

## Premios
- 2006: Concurso Anual de Autores Inéditos[34]
- 2009: IV edición del Premio Internacional de Ensayo Mariano Picón Salas[10]
- 2014: Premio Casa de las Américas[12]
- 2016: Premio Copé, Mención Honrosa[14]
- 2018: X Certamen Internacional de Literatura Sor Juana Inés de la Cruz[13]

## Tesis doctorales

### Filología hispánica
- Dos veces mujer: representación del sujeto femenino en la novela hispanoamericana finisecular [35]

### Ciencias de la información
- Voces que cercenan: subjetividad femenina y contramemoria histórica en las narradoras venezolanas (1948-1958)[35]